# Peter Pospíšil
Peter Pospíšil (Bratislava, 24 de abril de 1944) é um ex-handebolista checoslovaco, medalhista olímpico.
Em Olimpíadas, ele atuou como goleiro em cinco partidas.

## Títulos
- Jogos Olímpicos:
  - Prata: 1972